# ابدیت (فیلم ۱۹۹۰)
ابدیت (انگلیسی: Eternity) فیلمی به کارگردانی استیون پل است که در سال ۱۹۹۰ منتشر شد. از بازیگران آن می‌توان به آیلین دیویدسن و ویلفورد بریملی اشاره کرد.